# Kremlin Cup 2009 - Qualificazioni singolare maschile
Le qualificazioni del singolare maschile del Kremlin Cup 2009 sono state un torneo di tennis preliminare per accedere alla fase finale della manifestazione. I vincitori dell'ultimo turno sono entrati di diritto nel tabellone principale. In caso di ritiro di uno o più giocatori aventi diritto a questi sono subentrati i lucky loser, ossia i giocatori che hanno perso nell'ultimo turno ma che avevano una classifica più alta rispetto agli altri partecipanti che avevano comunque perso nel turno finale.
Le qualificazioni del torneo Kremlin Cup  2009 prevedevano 32 partecipanti di cui 4 sono entrati nel tabellone principale.

## Teste di serie
1. Rajeev Ram (primo turno)
2. Nicolas Kiefer (Qualificato)
3. Serhij Stachovs'kyj (Qualificato)
4. Michail Kukuškin (Qualificato)

1. Illja Marčenko (Qualificato)
2. Ivan Serheev (ultimo turno)
3. Jurij Ščukin (secondo turno)
4. Michail Elgin (primo turno)

## Qualificati
1. Illja Marčenko
2. Nicolas Kiefer

1. Serhij Stachovs'kyj
2. Michail Kukuškin

## Tabellone

### Legenda
| - Q = Qualificato - WC = Wild card - LL = Lucky loser | - ALT = Alternate - SE = Special Exempt - PR = Protected Ranking | - w/o = Walkover - r = Ritirato - d = Squalificato |

### Sezione 1
|  | Primo turno        | Primo turno        | Primo turno        | Primo turno | Primo turno |  |  | Secondo turno    | Secondo turno    | Secondo turno | Secondo turno  | Secondo turno  |   |   | Ultimo turno | Ultimo turno  | Ultimo turno  | Ultimo turno | Ultimo turno |  |
|  |                    |                    |                    |             |             |  |  |                  |                  |               |                |                |   |   |              |               |               |              |              |  |
|  |                    | Rohan Bopanna      | Rohan Bopanna      | 7           | 6           |  |  |                  |                  |               |                |                |   |   |              |               |               |              |              |  |
|  | 1                  | Rajeev Ram         | Rajeev Ram         | 64          | 2           |  |  | Rohan Bopanna    | Rohan Bopanna    | 7             | 4              | 6              |   |   |              |               |               |              |              |  |
|  | Aleksandr Lobkov   | Aleksandr Lobkov   | Aleksandr Lobkov   | 6           | 6           |  |  | Aleksandr Lobkov | Aleksandr Lobkov | 65            | 6              | 2              |   |   |              |               |               |              |              |  |
|  | Vaja Uzakov        | Vaja Uzakov        | Vaja Uzakov        | 2           | 3           |  |  |                  |                  |               |                |                |   |   |              | Rohan Bopanna | Rohan Bopanna | 1            | 0            |  |
|  | Noam Okun          | Noam Okun          | Noam Okun          | 7           | 6           |  |  |                  |                  | 5             | Illja Marčenko | Illja Marčenko | 6 | 6 |              |               |               |              |              |  |
|  | Aleksej Iremašvili | Aleksej Iremašvili | Aleksej Iremašvili | 64          | 4           |  |  |                  | Noam Okun        | 3             | 6              | 4              |   |   |              |               |               |              |              |  |
|  | 5                  | Illja Marčenko     | 3                  | 7           | 7           |  |  | 5                | Illja Marčenko   | 6             | 3              | 6              |   |   |              |               |               |              |              |  |
|  |                    | Serhij Bubka       | 6                  | 5           | 5           |  |  |                  |                  |               |                |                |   |   |              |               |               |              |              |  |

### Sezione 2
|  | Primo turno     | Primo turno      | Primo turno      | Primo turno | Primo turno |  |  | Secondo turno   | Secondo turno   | Secondo turno   | Secondo turno | Secondo turno |   |   | Ultimo turno | Ultimo turno   | Ultimo turno   | Ultimo turno | Ultimo turno |  |
|  |                 |                  |                  |             |             |  |  |                 |                 |                 |               |               |   |   |              |                |                |              |              |  |
|  | 2               | Nicolas Kiefer   | Nicolas Kiefer   | 7           | 6           |  |  |                 |                 |                 |               |               |   |   |              |                |                |              |              |  |
|  |                 | Evgenij Kirillov | Evgenij Kirillov | 63          | 1           |  |  | 2               | Nicolas Kiefer  | Nicolas Kiefer  | 6             | 6             |   |   |              |                |                |              |              |  |
|  | Sergej Krotjuk  | Sergej Krotjuk   | Sergej Krotjuk   | 6           | 6           |  |  |                 | Sergej Krotjuk  | Sergej Krotjuk  | 1             | 4             |   |   |              |                |                |              |              |  |
|  | Artur Černov    | Artur Černov     | Artur Černov     | 4           | 2           |  |  |                 |                 |                 |               |               |   |   | 2            | Nicolas Kiefer | Nicolas Kiefer | 6            | 6            |  |
|  | Dmitrij Sitak   | Dmitrij Sitak    | Dmitrij Sitak    | 6           | 6           |  |  |                 |                 |                 | Dmitrij Sitak | Dmitrij Sitak | 1 | 4 |              |                |                |              |              |  |
|  | Filip Davydenko | Filip Davydenko  | Filip Davydenko  | 3           | 2           |  |  | Dmitrij Sitak   | Dmitrij Sitak   | Dmitrij Sitak   | 6             | 6             |   |   |              |                |                |              |              |  |
|  |                 | Denis Macukevič  | 6                | 62          | 7           |  |  | Denis Macukevič | Denis Macukevič | Denis Macukevič | 2             | 1             |   |   |              |                |                |              |              |  |
|  | 8               | Michail Elgin    | 3                | 7           | 62          |  |  |                 |                 |                 |               |               |   |   |              |                |                |              |              |  |

### Sezione 3
|  | Primo turno       | Primo turno         | Primo turno         | Primo turno | Primo turno |  |  | Secondo turno | Secondo turno       | Secondo turno       | Secondo turno | Secondo turno |   |   | Ultimo turno | Ultimo turno        | Ultimo turno | Ultimo turno | Ultimo turno |  |
|  |                   |                     |                     |             |             |  |  |               |                     |                     |               |               |   |   |              |                     |              |              |              |  |
|  | 3                 | Serhij Stachovs'kyj | Serhij Stachovs'kyj | 6           | 6           |  |  |               |                     |                     |               |               |   |   |              |                     |              |              |              |  |
|  |                   | Valerij Rudnev      | Valerij Rudnev      | 1           | 2           |  |  | 3             | Serhij Stachovs'kyj | Serhij Stachovs'kyj | 6             | 6             |   |   |              |                     |              |              |              |  |
|  | Andrei Gorban     | Andrei Gorban       | Andrei Gorban       | 6           | 6           |  |  |               | Andrei Gorban       | Andrei Gorban       | 3             | 3             |   |   |              |                     |              |              |              |  |
|  | Roman Kisljanskij | Roman Kisljanskij   | Roman Kisljanskij   | 2           | 2           |  |  |               |                     |                     |               |               |   |   | 3            | Serhij Stachovs'kyj | 68           | 6            | 6            |  |
|  | Il'ja Beljaev     | Il'ja Beljaev       | Il'ja Beljaev       | 6           | 6           |  |  |               |                     |                     | Il'ja Beljaev | 7             | 0 | 1 |              |                     |              |              |              |  |
|  | Anton Manegin     | Anton Manegin       | Anton Manegin       | 2           | 3           |  |  |               | Il'ja Beljaev       | 7                   | 3             | 6             |   |   |              |                     |              |              |              |  |
|  | 7                 | Jurij Ščukin        | Jurij Ščukin        | 6           | 6           |  |  | 7             | Jurij Ščukin        | 5                   | 6             | 4             |   |   |              |                     |              |              |              |  |
|  |                   | Michail Fufygin     | Michail Fufygin     | 4           | 2           |  |  |               |                     |                     |               |               |   |   |              |                     |              |              |              |  |

### Sezione 4
|  | Primo turno     | Primo turno      | Primo turno      | Primo turno | Primo turno |  |  | Secondo turno | Secondo turno    | Secondo turno    | Secondo turno   | Secondo turno |   |   | Ultimo turno | Ultimo turno     | Ultimo turno     | Ultimo turno | Ultimo turno |  |
|  |                 |                  |                  |             |             |  |  |               |                  |                  |                 |               |   |   |              |                  |                  |              |              |  |
|  | 4               | Michail Kukuškin | Michail Kukuškin | 6           | 7           |  |  |               |                  |                  |                 |               |   |   |              |                  |                  |              |              |  |
|  |                 | Pavel Čechov     | Pavel Čechov     | 4           | 68          |  |  | 4             | Michail Kukuškin | Michail Kukuškin | 6               | 6             |   |   |              |                  |                  |              |              |  |
|  | Stanislav Vovk  | Stanislav Vovk   | 3                | 6           | 6           |  |  |               | Stanislav Vovk   | Stanislav Vovk   | 1               | 3             |   |   |              |                  |                  |              |              |  |
|  | Scott Lipsky    | Scott Lipsky     | 6                | 3           | 2           |  |  |               |                  |                  |                 |               |   |   | 4            | Michail Kukuškin | Michail Kukuškin | 6            | 6            |  |
|  | Andrej Kumancov | Andrej Kumancov  | 5                | 7           | 6           |  |  |               |                  | 6                | Ivan Serheev    | Ivan Serheev  | 3 | 4 |              |                  |                  |              |              |  |
|  | Martin Slanar   | Martin Slanar    | 7                | 5           | 4           |  |  |               | Andrej Kumancov  | Andrej Kumancov  | Andrej Kumancov | 0r            |   |   |              |                  |                  |              |              |  |
|  | 6               | Ivan Serheev     | 4                | 6           | 6           |  |  | 6             | Ivan Serheev     | Ivan Serheev     | Ivan Serheev    | 3             |   |   |              |                  |                  |              |              |  |
|  |                 | Deniss Pavlovs   | 6                | 4           | 3           |  |  |               |                  |                  |                 |               |   |   |              |                  |                  |              |              |  |